# Công giáo tại Nepal
Giáo hội Công giáo ở Nepal là một phần của Giáo hội Công giáo Hoàn vũ, dưới sự lãnh đạo tinh thần của Giáo hoàng ở Vatican. Tính đến năm 2011, có hơn 10.000 người Công giáo ở Nepal, được tổ chức thành một cơ cấu tổ chức Công giáo được gọi là Hạt Đại diện Tông Tòa.
Công giáo lần đầu tiên được truyền bá ở Nepal trong thế kỷ 18, mặc dù từ năm 1810 đến 1950, không có người truyền giáo nào được cho phép ở Nepal. Kể từ năm 1951, các nhà truyền giáo lại được phép, mặc dù chủ nghĩa tu trì vẫn còn bất hợp pháp và việc cải đạo sang Kitô giáo vẫn bất hợp pháp cho đến năm 1990. Vào năm 1983, một sứ mệnh sui iuris bao gồm Nepal đã được thành lập và vào năm 1996 nó đã được đưa lên một Hạt Phủ doãn Tông Tòa. Hiến pháp Nepal năm 1990 đã không đảm bảo tự do tôn giáo cho các Kitô hữu, nhưng đến tháng 5 năm 2006 Nepal đã được tuyên bố là một nhà nước thế tục. Hiến pháp tạm thời, được hoàn thành vào năm 2007, đảm bảo một số tự do tôn giáo nhưng cấm mọi người cố gắng chuyển đạo cho người khác. Vào ngày 10 tháng 2 năm 2007, Giáo hoàng Biển Đức XVI đã nâng cấp Nepal lên cấp bậc Hạt Đại diện Tông Tòa và bổ nhiệm linh mục Phủ doãn Tông Tòa Anthony Francis Sharma làm vị giám mục Đại diện Tông Tòa tiên khởi. Ông cũng là giám mục đầu tiên của Giáo hội Công giáo Nepal.

## Bức hại
Các phiến quân cộng sản tư tưởng Mao Trạch Đông đã nhắm vào các thể chế Công giáo trong những năm gần đây, chẳng hạn như việc họ đốt hai trường Công giáo vào năm 2002 ở vùng Gurkha. Một phái đoàn ở miền Đông Nepal đã bị tấn công bởi quân nổi dậy cộng sản Mao năm 2003, phá hủy một nơi cư trú, phòng khám, nhà nguyện, trường mẫu giáo và nhà bếp. Vào tháng 7 năm 2007, Linh mục John Prakash, Hiệu trưởng trường Sa-lê-điêng, đã bị giết bởi những người được cho là được kết nối với Quân đội Quốc phòng Nepal. Trong khi các phiến cộng sản Mao cố gắng gọi một cuộc tấn công quốc gia, họ tấn công một trường Công giáo nhỏ ở trung tây Nepal với một quả bom. Vào tháng 5 năm 2009, một nhóm gọi là Quân đội Quốc phòng Nepal đã ném bom Nhà thờ Assumption ở Kathmandu trong một buổi cầu nguyện, giết chết ba người. Nhà thờ cũng bị tống tiền vào tháng 8 năm 2012 bởi một người tự xưng là thành viên của nhóm.